# Kajikia
Kajikia es un género de peces de la familia Istiophoridae, del orden Perciformes. Este género marino fue descrito por primera vez en 1947 por Kyosuke Hirasaka y Hiroshi Nakamura.

## Especies
Especies reconocidas del género:
- Kajikia albida (Poey, 1860)
- Kajikia audax (Philippi {Krumweide}, 1887)